# Hans Pos
Hans Jozef (Hans) Pos (Amsterdam, 10 mei 1958 – Amstelveen, 17 juni 2014) was een Nederlands filmproducent. 
Na zijn studie rechten in Amsterdam begon Pos in 1987, samen met Dave Schram en Maria Peters, filmproductiemaatschappij Shooting Star Filmcompany. Sindsdien was hij werkzaam als scenarist, regisseur en filmproducent (van onder andere Kruimeltje, Pietje Bell en Sonny Boy). Hij was ook schrijver: EXIT (2011) was zijn debuutroman. Pos is de vader van actrice Emilie Pos en van actrice Valerie Pos.
Pos overleed in 2014 na een ziekte van enkele jaren.

## Filmografie
| Jaar | Film                                             | Functie           |
| ---- | ------------------------------------------------ | ----------------- |
| 1989 | Loos                                             | producent         |
| 1992 | Transit                                          | producent         |
| 1995 | De Tasjesdief                                    | producent         |
| 1998 | Left Luggage                                     | producent         |
| 1998 | De pijnbank                                      | producent         |
| 1999 | Kruimeltje                                       | producent         |
| 2001 | Baby Blue                                        | producent         |
| 2002 | Pietje Bell                                      | producent         |
| 2002 | Bella Bettien                                    | regie             |
| 2006 | Afblijven                                        | producent         |
| 2007 | Kapitein Rob en het geheim van professor Lupardi | regie en scenario |
| 2007 | Timboektoe                                       | producent         |
| 2008 | Radeloos                                         | producent         |
| 2009 | Lover of loser                                   | producent         |
| 2011 | Sonny Boy                                        | producent         |
| 2011 | Razend                                           | producent         |
| 2011 | Blijf!                                           | producent         |
| 2012 | De groeten van Mike!                             | producent         |
| 2012 | Cop vs Killer                                    | regie             |
| 2013 | Spijt!                                           | producent         |

- Gemeinsame Normdatei: 1061383822
- International Standard Name Identifier: 0000 0003 6897 463X
- Nederlandse Thesaurus van Auteursnamen: 307938352
- Virtual International Authority File: 285277021
- WorldCat: E39PBJdM9y6gGHjkxKhyGCKrv3